# 13044 Wannes
A 13044 Wannes (ideiglenes jelöléssel 1990 QO8) a Naprendszer kisbolygóövében található aszteroida. Eric Walter Elst fedezte fel 1990. augusztus 16-án.